# Dietwiller
Dietwiller é uma comuna francesa na região administrativa de Grande Leste, no departamento Alto Reno. Estende-se por uma área de 11,04 km². Em 2010 a comuna tinha 1 493 habitantes (densidade: 135,2 hab./km²).